# Mary Robinson (poetessa)
Mary Robinson (Bristol, 27 novembre 1757 – 26 dicembre 1800) è stata una poetessa inglese, amante di Giorgio IV.

## Biografia
Era la figlia di John Darby, un capitano della marina, e di sua moglie Hester Seys. Suo padre abbandonò la madre e visse con la sua amante quando lei era ancora una bambina. La famiglia sperava in una riconciliazione ma il capitano Darby chiarì che questo non sarebbe successo. Senza il sostegno del marito, Hester Darby mantenne se stessa e i cinque figli nati dal matrimonio, avviando una scuola per giovani ragazze. A un certo punto frequentò una scuola gestita dal riformatore sociale Hannah More, venuta a conoscenza dall'attore David Garrick.

## Matrimonio
Hester Derby incoraggiò la figlia ad accettare la proposta di matrimonio di Thomas Robinson. Mary era contraria ma avendolo visto prendersi cura di lei durante un periodo di malattia e di suo fratello minore e non volendo deludere la madre, sposò Robinson. Dopo il matrimonio precoce, suo marito sperperò il loro denaro e la coppia fuggì in Galles dove nacque l'unica figlia della coppia, Mary Elizabeth. La famiglia visse agli arresti domiciliari dopo che Thomas Robinson venne imprigionato per debiti. In questo periodo, Mary trovò un mecenate in Georgiana Cavendish, duchessa del Devonshire, che sponsorizzò la pubblicazione del suo primo volume di poesie.

## Teatro
Dopo che il marito fu scarcerato, Mary decise di tornare al teatro. Iniziò la sua carriera di attrice con ruoli in opere shakesperiane, come Giulietta al Drury Lane Theatre nel mese di dicembre 1776. Guadagnò la popolarità nell'opera Florizel e Perdita - adattamento della commedia Il racconto d'inverno di Shakespeare - con il ruolo di Perdita, nel 1779. Fu durante questo spettacolo che attirò l'attenzione del giovane principe di Galles, futuro re Giorgio IV di Gran Bretagna e Irlanda del Nord. Egli offrì 20.000 £ perché diventasse la sua amante. Le ci volle una notevole quantità di tempo per decidere di lasciare il marito per il Principe. Tuttavia, Il Principe pose fine alla relazione nel 1781, rifiutando di pagare la somma promessa.

## Ultimi anni e morte
Mary, che ora viveva separata dal marito donnaiolo, continuò ad avere diverse storie d'amore, in particolare con Banastre Tarleton, un soldato che si distinse combattendo nella guerra d'indipendenza americana. La loro relazione durò 15 anni. Non ebbero figli, anche se ebbe un aborto spontaneo. Tuttavia, alla fine, Tarleton sposò Susan Bertie, un'ereditiera e una figlia illegittima del giovane IV duca d' Ancaster, e nipote delle sorelle Lady Willoughby de Eresby e Lady Cholmondeley.
Nel 1783, all'età di 26 anni, fu colpita da una misteriosa malattia che la lasciò parzialmente paralizzata. Morì alla fine del 1800, in povertà, all'età di 42 anni.